# Saint-Germain-de-Prinçay
Saint-Germain-de-Prinçay är en kommun i departementet Vendée i regionen Pays de la Loire i västra Frankrike. Kommunen ligger i kantonen Chantonnay som tillhör arrondissementet La Roche-sur-Yon. År 2022 hade Saint-Germain-de-Prinçay 1 629 invånare.

## Befolkningsutveckling
Antalet invånare i kommunen Saint-Germain-de-Prinçay
| Referens: INSEE |